# ناوشکن کلاس راکت
دیسترویر کلاس راکت (به انگلیسی: Rocket-class destroyer) یک کلاس از کشتی است که طول آن ۲۰۰ فوت (۶۱ متر) می‌باشد.